# Bracken County
Bracken County is een county in de Amerikaanse staat Kentucky.
De county heeft een landoppervlakte van 526 km² en telt 8.279 inwoners (volkstelling 2000). De hoofdplaats is Brooksville.

## Bevolkingsontwikkeling

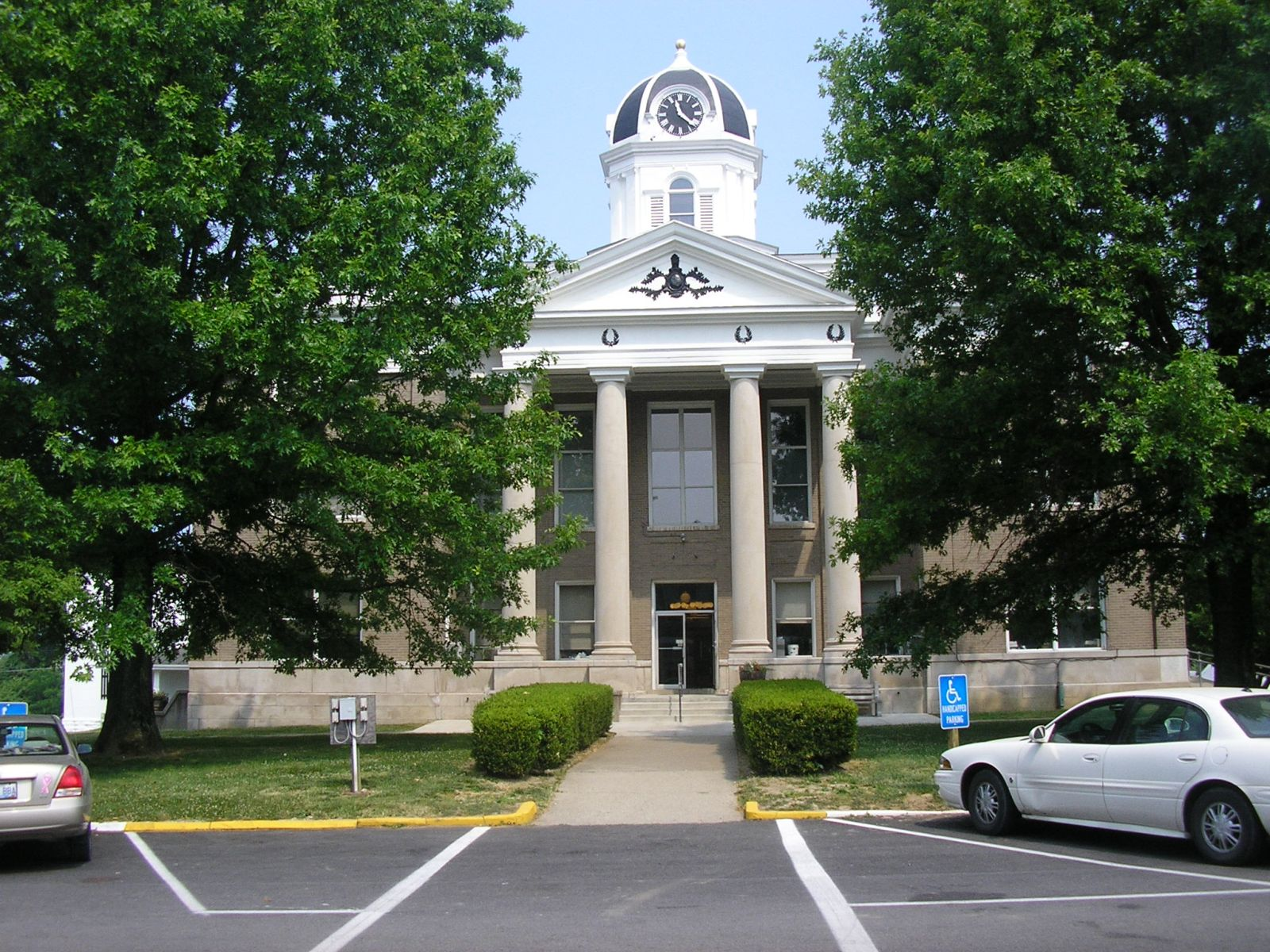
Bracken County Courthouse